# Werner Stocker
Werner Stocker (14 agosto 1961) è un bobbista svizzero.

## Biografia
Ai XV Giochi olimpici invernali (edizione disputatasi nel 1988 a Calgary, Canada) vinse la medaglia d'oro nel Bob a quattro con i connazionali Marcel Fässler, Kurt Meier e Ekkehard Fasser, partecipando per la nazionale svizzera, superando la nazionale russa e la tedesca.
Il tempo totalizzato fu di 3:47.51 con un distacco di minimo rispetto alle altre classificate: 3:47.58 e 3:48.26 i loro tempi.